# Pierre Womé
Pierre Womé, né le 26 mars 1979 à Douala, est un joueur de football camerounais.

## Carrière

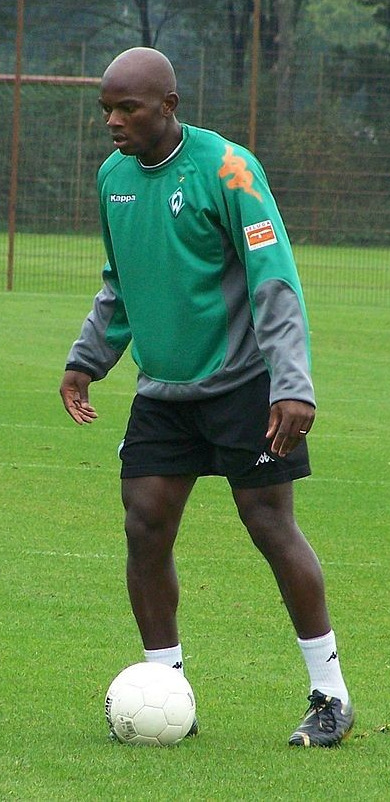
A l'entraînement du Werder Brême

Il fait ses premiers pas de footballeur professionnel au Cameroun et jouera ensuite une majeure partie de sa carrière en Italie, de 1996 à 2002 puis de 2004 à 2006. Depuis ses débuts, et à part au Canon Yaoundé et au Bologne FC, Womé a changé de club chaque saison au gré des prêts et des transferts. Ce mouvement constant n'a évidemment pas facilité son intégration en équipe nationale, où il y a pourtant gagné deux titres importants de sa carrière en 2000 et 2002, à la Coupe d'Afrique des Nations et aux Jeux olympiques de Sydney en 2000 en marquant notamment le pénalty décisif en finale. Ce défenseur latéral puissant et polyvalent a pourtant joué dans quelques clubs européens dont l'Espanyol Barcelone, partant finalement de l'Inter Milan à l'été 2004 pour rejoindre le club allemand du Werder Brême à l'âge de 27 ans. Il fut considéré comme le responsable de la non-qualification du Cameroun à la Coupe du monde 2006 en ratant un pénalty (envoyant la balle sur le poteau) à la dernière minute du dernier match de qualification face à l'Égypte (score final 1-1 alors que la victoire donnait la qualification à son pays) : victime de menaces, il refuse de revenir en sélection jusqu'à ce que sa sécurité soit de nouveau assurée. Après une première saison réussie en Allemagne, il se blesse, et ne participe à aucun match du Werder Brême en 2007. À la fin du mercato estival de 2010, il fut un temps cité au Standard de Liège mais son transfert ne put aboutir.
Il repart alors en Afrique, au Gabon dans un premier temps puis repart dans son pays natal en 2011. Après trois années, il rentre sur le vieux continent et découvre la France où il signe, à la surprise générale, dans des clubs mineurs. Ainsi à 35 ans, à travers le championnat National, et l'équipe du FC Chambly Thelle, il découvre le championnat français et termine à une belle sixième place dans la troisième division française. La saison d'après, il n'hésite pas à aller en CFA pour continuer à jouer avec l'Union sportive royenne. La saison est un calvaire et il ne peut empêcher l'équipe de finir  à la dernière place et la relégation en CFA 2.

### Statistiques
- 86 matchs et 6 buts en Serie A[2]
- 26 matchs et 1 but en Liga BBVA
- 14 matchs et 1 but en Premier league
- 57 matchs et 2 buts en Bundesliga
- 21 matchs en National
- 18 matchs et 2 buts en CFA

- 67 fois sélectionné en équipe nationale du Cameroun entre 1997 et 2005 pour 5 buts marqués.

## Palmarès
- Médaillé d'or des Jeux olympiques de Sydney en 2000.
- Vainqueur de la CAN 2000 et 2002.
- Champion d'afrique junior en 1995.
- Vainqueur de la Coupe de la Ligue 2006 avec le Werder Brême.
- champion d'italie  et vainqueur de la coupe d'italie en 2006 avec l'inter de milan.
- vainqueur de la supercoupe d'italie en 2005 avec l'inter de milan.
- vainqueur de la coupe du cameroun en 1995 avec canon de Yaoundé

- vainqueur de la coupe d'Italie en 1997 avec vicence.